# Isabelle Catherine van Assche
Ne doit pas être confondu avec Catherine van Assche.
Pour les articles homonymes, voir Van Assche.
Isabelle Catherine van Assche est une peintre paysagiste belge née le 23 novembre 1794 à Bruxelles et morte à une date inconnue.

## Biographie

### Famille
Isabelle Catherine van Assche née le 23 novembre 1794 et baptisée le surlendemain, 25 novembre 1794, à Bruxelles, à Saint-Géry, est la fille de François Joseph Van Assche, qui sera inspecteur principal des brasseries et distilleries, et d'Anne Catherine Williart.  Ses parents s'étaient mariés à Bruxelles, à Notre-Dame de la Chapelle, en 1791.  
En 1828, à Bruxelles, elle épouse Charles Léon Kindt dont la sœur est Adèle Kindt, peintre.
Elle est encore mentionnée en 1866, dans l'acte de mariage de son fils Charles, mais l'on ne dispose pas de renseignements sur son décès.

### Formation
Isabelle Catherine Van Assche apprend le dessin de son oncle, Henri Van Assche.

### Carrière artistique

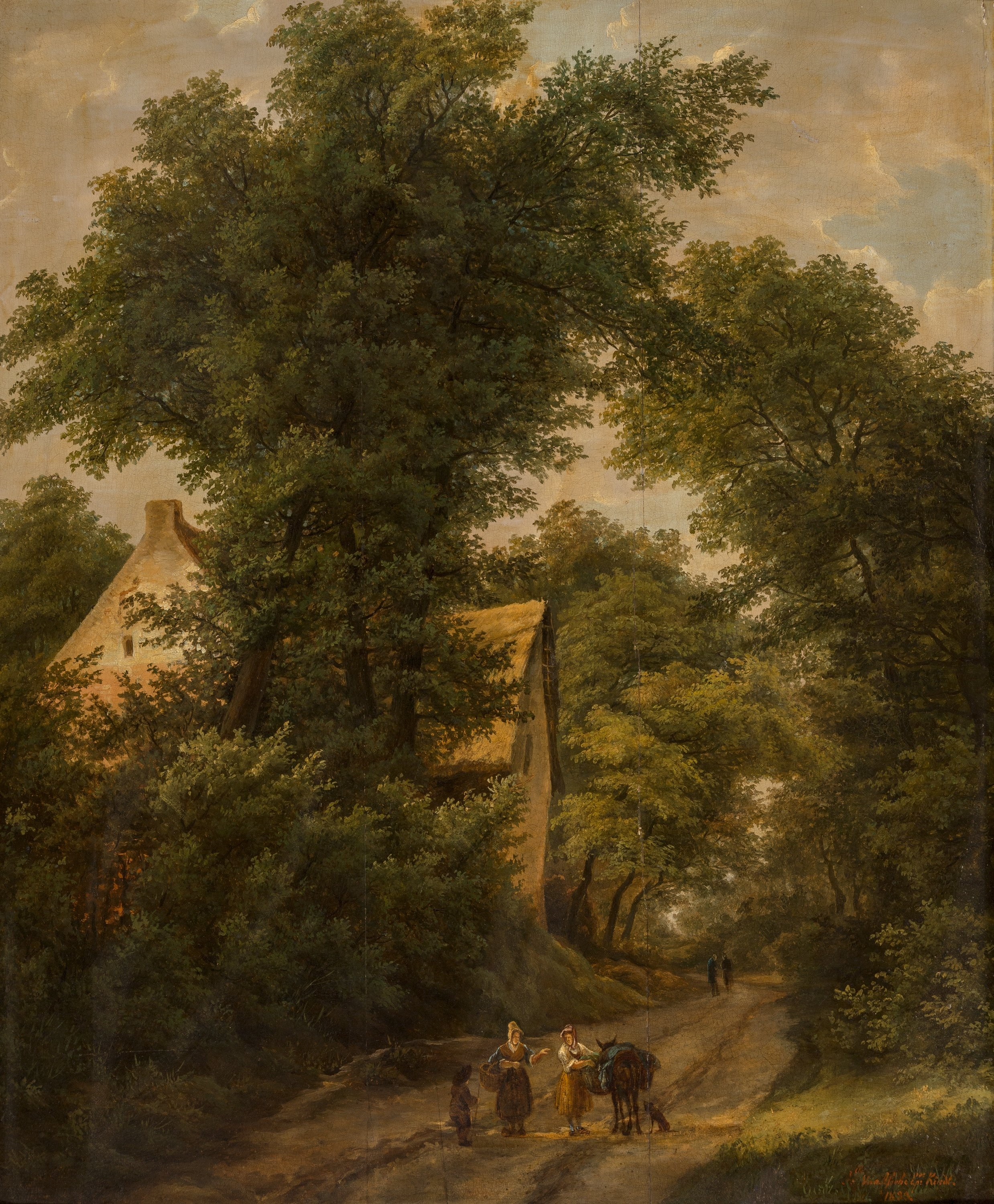
Un long chemin vers la maison (1833), Isabelle Catherine Van Assche, localisation inconnue.

Dès 1812 et 1813, deux de ses aquarelles sont exposées à Gand et à Bruxelles,. Elle participe aux expositions de Gand en 1826, 1829 (où elle remporte le premier prix) et 1835; à Bruxelles en 1827 et 1842 ; à Anvers en 1834, 1837 et 1840 ; et à Liège en 1836. 
Ses sujets viennent des environs de Bruxelles. 
L'une de ses toiles, une vue de Boitsfort, appartient à la collection royale de la Villa Welgelegen à Haarlem. 